# Kampar (fleuve)
Pour les articles homonymes, voir Kampar.
Le Kampar est un fleuve dans la province indonésienne de Riau dans l'île de Sumatra.

## Géographie
Il prend sa source près du village de Pangkalan Koto Baru dans la province de Sumatra occidental et s'écoule vers l'est pour se jeter dans le détroit de Malacca.

## Lebono
Le bono est le nom local du mascaret.
À la pleine lune, une vague géante remonte jusqu'à 60 ou 70 km à l'intérieur des terres, depuis l'île de Ketam au village de Kuala Panduk. La vague peut atteindre 2 mètres de haut et atteindre une vitesse de 10 nœuds. Elle peut durer jusqu'à 3 heures avant de s'estomper. On peut en compter jusqu'à 6 ou 7 à la suite. La vague démarre avec une faible hauteur à l'embouchure et s'élève avec le rétrécissement du fleuve.
Le meilleur point de vue pour observer le bono est le village de Teluk Meranti, à environ 8 heures en aval de Pangkalan Baru, situé à 20 km au sud de Pekanbaru, la capitale provinciale.